# Japonification
Ne doit pas être confondu avec Japonisation.

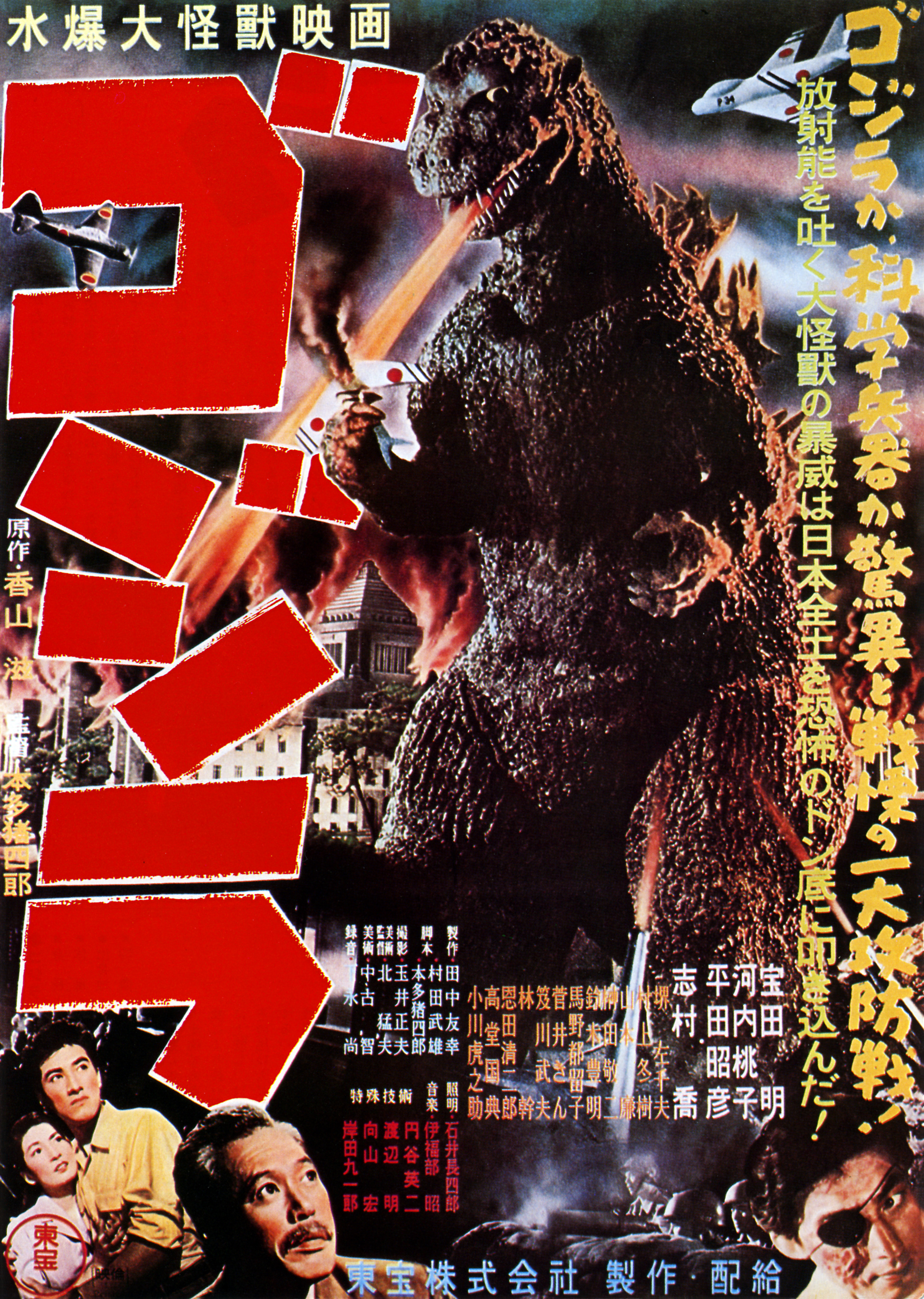
Godzilla.

La japonification (日本化, Nihon-ka / Nippon-ka) est le fait de devenir ou de vouloir devenir membre de la société japonaise. Il se réfère le plus souvent aux expatriés vivants pendant une longue période au Japon, même si cela peut aussi être utilisé pour décrire des personnes vivant à l'extérieur du Japon et qui ont une certaine affinité avec certains aspects de la culture japonaise. Cette assimilation culturelle peut comprendre l'adoption des codes de politesse, du style de vêtement, du goût pour les divertissements japonais et parfois de la langue japonaise.
Dans le cas des expatriés, ce processus se produit souvent en raison d'un sentiment d'isolement ou de désir de se conformer, alors que, en dehors du Japon, il peut se produire en raison d'un intérêt particulièrement fort pour les produits culturels japonais, par exemple des animes, des mangas, des drama TV, de la musique ou de la mode Lolita.

## La japonification dans la culture populaire
La culture japonaise a une forte influence sur la culture pop américaine avant la défaite du Japon de 1945 à la fin de la Seconde Guerre mondiale, puis au début des années 1950, lorsque les enfants américains sont touchés par la culture populaire japonaise, comme par le film Godzilla de 1954. La culture japonaise s'est également présentée avec des jeux vidéo populaires tels que Jet Set Radio, un jeu qui fait des références évidentes aux mangas japonais et aux romans graphiques. Cette tendance venue du Japon influence la culture populaire des enfants et se poursuit avec des icônes culturelles bien connues telles que : Astro, le petit robot, Sailor Moon, Dragon Ball Z, Pokémon ou Hello Kitty (en). Les médias japonais sont généralement décrits comme étant kawaii, un terme japonais signifiant « mignon » ou « confortable » en français.

## Raisons de la japonification
À mesure que de plus en plus de gens s'intéressent à la société japonaise, le nombre d'étudiants et d'individus apprenant la langue japonaise est en augmentation. Il y a ainsi une augmentation de 10,3 % des effectifs en japonais dans les écoles et universités américains entre 2006 et 2009, soit 66 605 en 2006 pour 73 434 en 2009. Cependant, les statistiques de la Fondation du Japon indiquent que le nombre de personnes passant le test d'aptitude en japonais diminue constamment depuis un pic en 2009.
Cette augmentation temporaire des apprenants de la langue japonaise au début du XXIe siècle est inhabituelle compte tenu du manque de relations extérieures et de l'agitation économique du Japon au cours des deux dernières décennies, mais encore une fois, cela peut ne pas être surprenant en raison de la popularité croissante des mangas et animes vers 2009. Ces deux produits culturels sont vus par certains comme un facteur majeur des raisons pour lesquelles le nombre d'apprenants de langue japonaise augmente : « Plus de 50 % des apprenants de langue japonaise interrogés par la Fondation du Japon en 2009 ont déclaré qu'apprendre à lire les mangas et à comprendre les animes était leur principale raison d'étudier le Japonais. » Aujourd'hui, nous voyons ce que beaucoup considèrent comme un déclin rapide de la popularité mondiale du manga et de l'anime japonais,. Certains font l'éloge des 10 % de mangas et d'anime de haute qualité pour leur popularité initiale, et reprochent la récente baisse de popularité aux 90 % autres de mauvaise qualité qui sont sortis ces dernières années. Une autre raison possible du déclin des ventes pourrait être l'augmentation des « scans » qui sont décrits dans un communiqué de l'association de bandes dessinées du Japon comme cela : « Les 36 éditeurs de l'association de la bande-dessinée digitale du Japon et plusieurs éditeurs américains forment une coalition pour lutter contre le “problème grandissant et rampant” des scans — des copies numériques illégales de manga, soit traduites par des amateurs, soit scannées directement à partir de versions anglaises légales ».

## Japonification dans l'économie
En plus de sa définition culturelle, ce processus peut être décrit comme la transformation d'une économie en une autre qui suit les traces de l'économie du Japon. En d'autres termes, c'est un terme utilisé par les économistes qui se réfère au même piège déflationniste de l'effondrement de la demande qui a provoqué la Décennie perdue. La japonification est aujourd'hui une question d'actualité alors que les États-Unis, le Royaume-Uni et d'autres pays connaissent des problèmes économiques similaires.